# Port de Saint-Tropez
Pour les articles homonymes, voir Port (homonymie) et Tropez.
Le port de Saint-Tropez est un port de pêche et de plaisance de la Côte d'Azur dans le Var en Provence-Alpes-Côte d'Azur. Il est un des sites touristiques de la ville, avec ses nombreux yachts amarrés à ses quais.

## Histoire

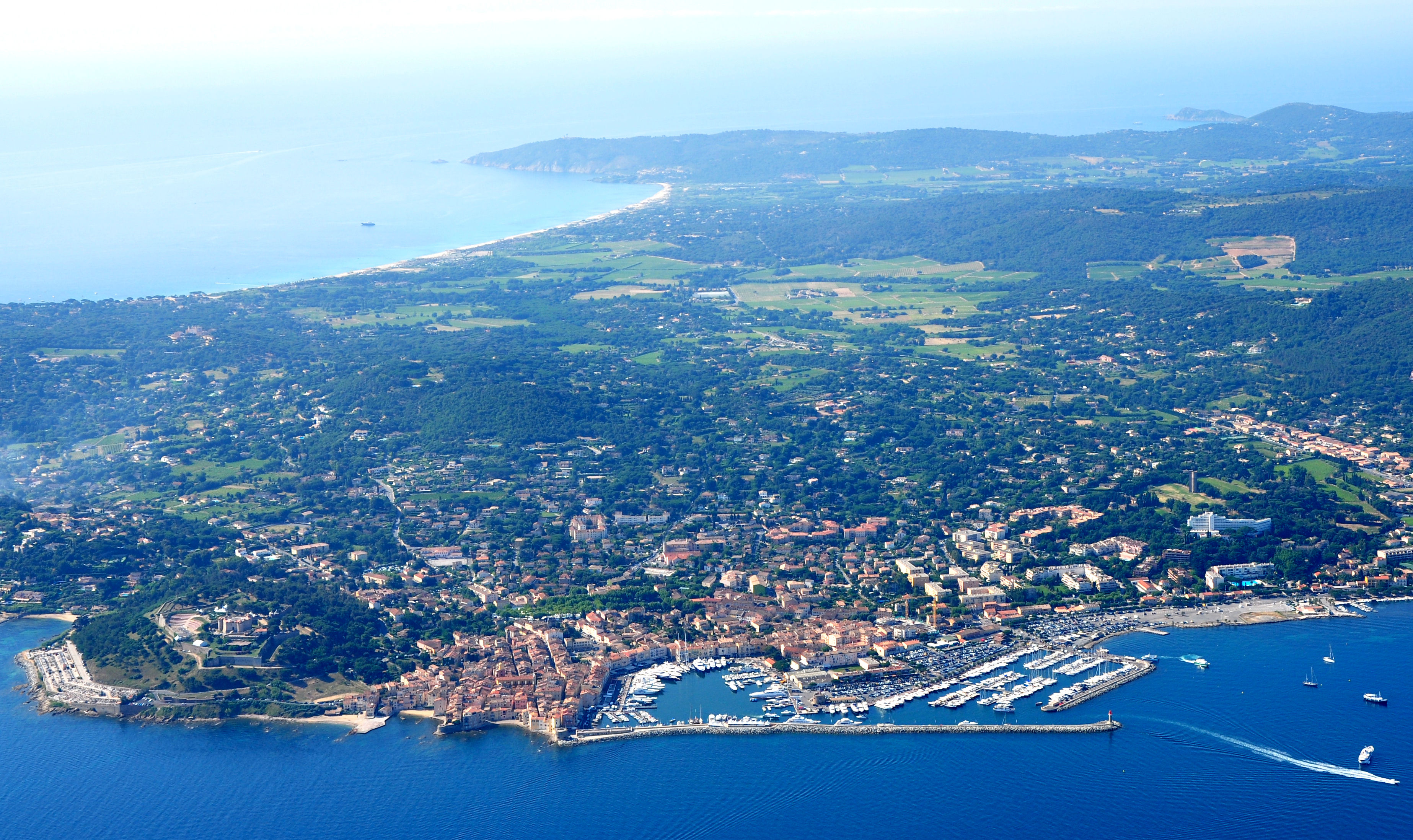
Vue aérienne de St Tropez

Ce port de pêche et comptoir-emporion antique de commerce de la baie de Saint-Tropez de la côte méditerranéenne, aurait été fondé par les phocéens vers 600 avant J.C, sous le nom d’Athénopolis Massiliensium, à l'époque de la fondation de Marseille antique et du Vieux-Port de Marseille, avec entre autres Aegitna (Cannes), Antipolis (Antibes), Nikaia (Nice), et Monoïkos (Monaco)... (histoire de Saint-Tropez).

Années 1920
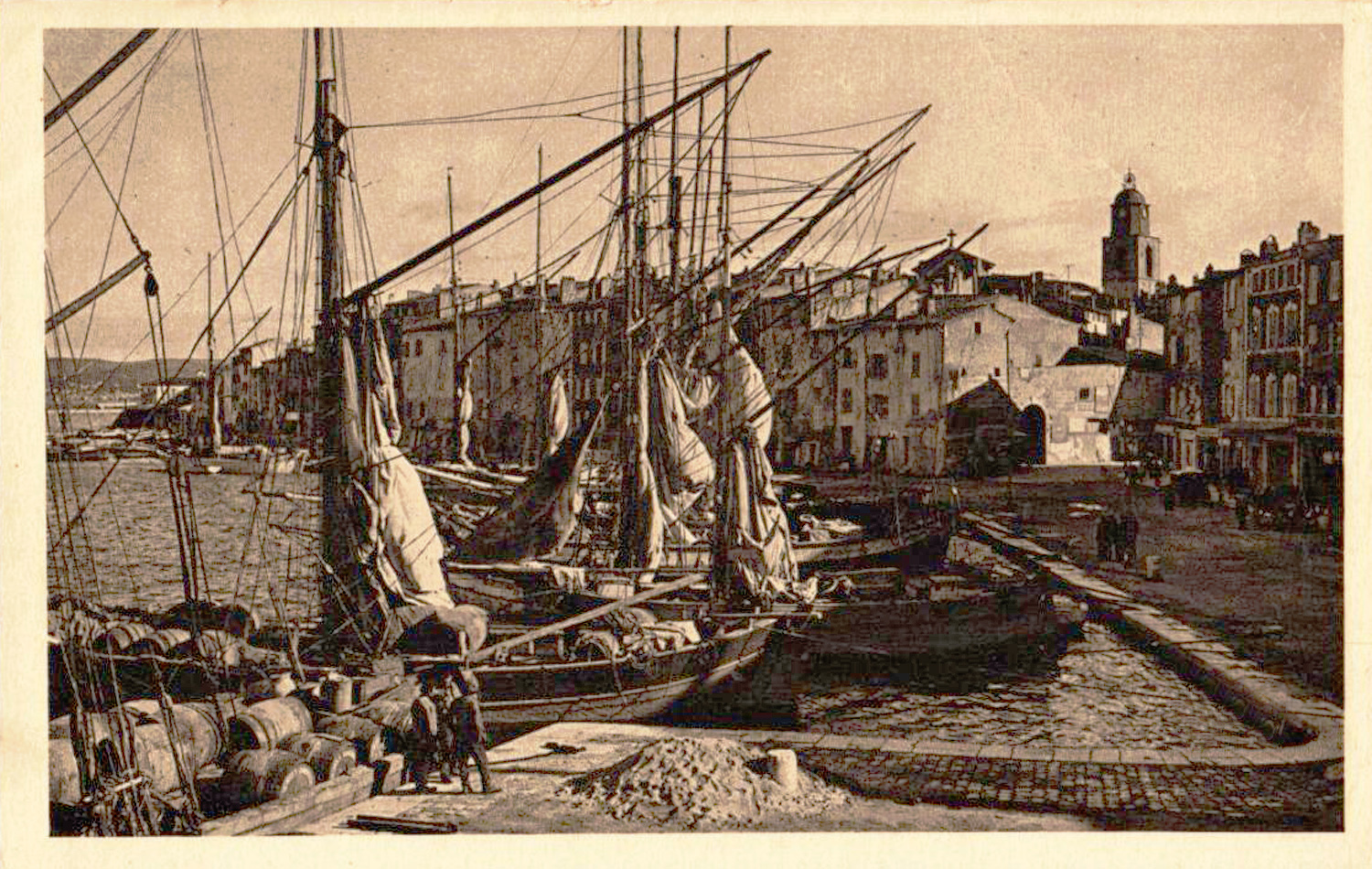

Ce port de pèche, de commerce, et de corsaires du Moyen Âge, exporte poisson, vin, bois, et liège local jusqu’au XVIIIe siècle, avec sa tour Suffren du XIe siècle, sa citadelle de Saint-Tropez du XVIIe siècle, ses nombreux chantiers navals de construction entre autres de tartanes et de pointus, et son école nationale de navigation maritime...

Le succès international en 1956 du film Et Dieu… créa la femme, de Roger Vadim, Brigitte Bardot, et Jean-Louis Trintignant,, tourné sur les lieux, contribue alors à en faire un important port de plaisance estival de yachts, et un des emblèmes de Saint-Tropez, devenu un des hauts lieux internationaux du tourisme, de villégiature et de fêtes. 

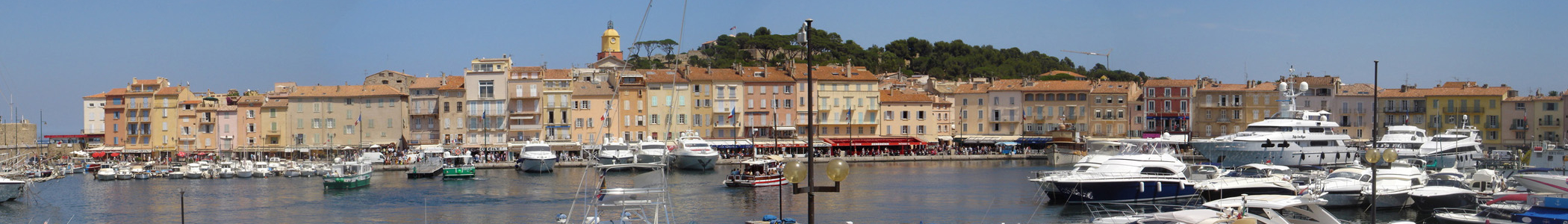

Le port de Saint-Tropez (ancien et nouveau) aux portes du centre ville historique est, à ce jour, réparti et étendu sur deux bassins de 9 hectares avec une capacité d’amarrage de près de 800 bateaux (dont un môle d'Estienne-d'Orves de yachts de plus de 50 m) avec ses façades traditionnelles ocre de maisons de village provençal, ses nombreuses terrasses de cafés-restaurants, lounges bars (dont le café Sénéquier), boutiques, glaciers, musées, galeries d'art, expositions, artistes de rue, boites de nuit, criques voisines du quartier de la Ponche, plages voisines de La Bouillabaisse, phare de Saint-Tropez, nombreuses régates, et lignes régulières de ferrys vers Port Grimaud, Sainte-Maxime, Saint-Raphaël, Cannes, ou Nice,,...

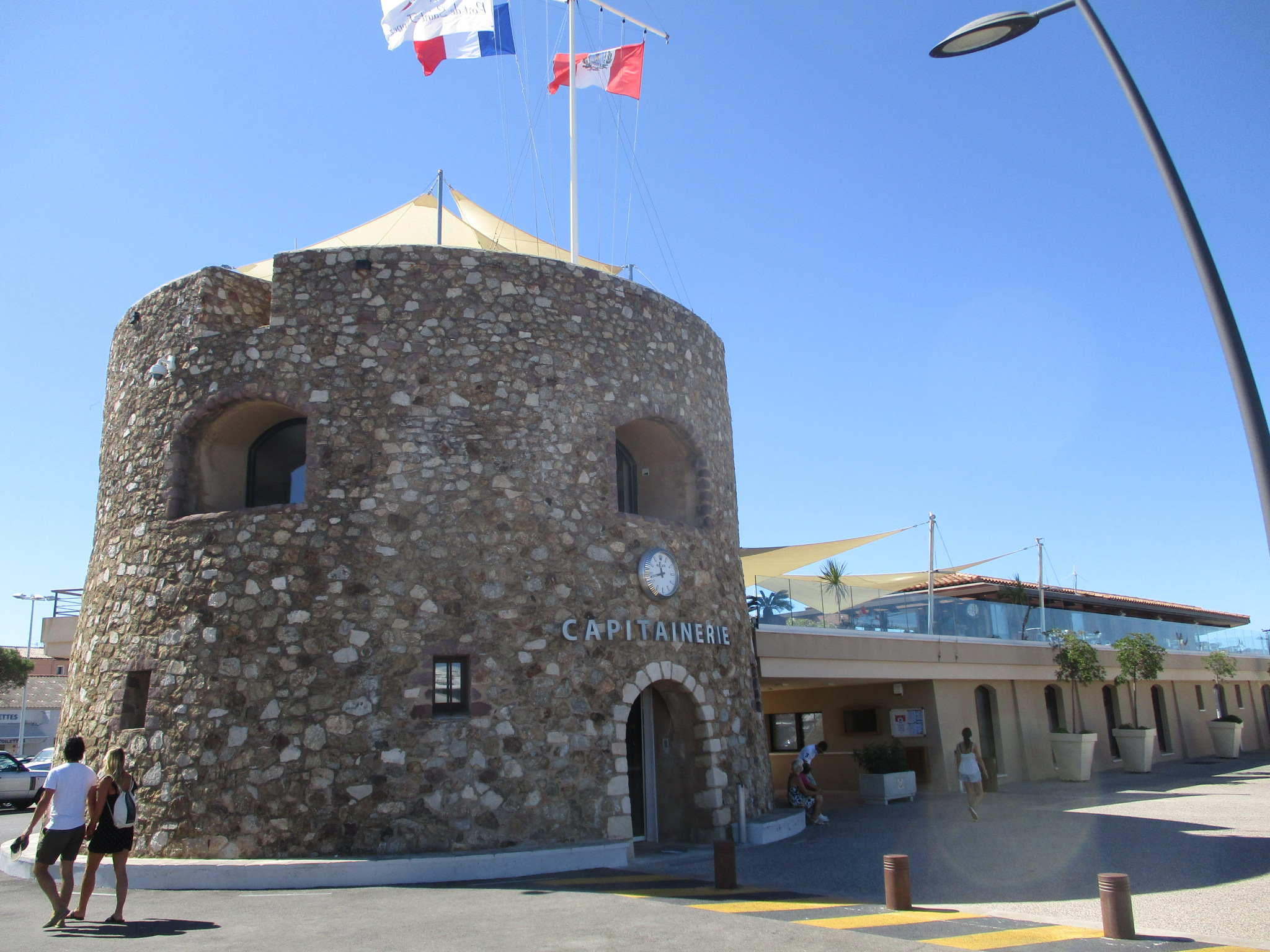
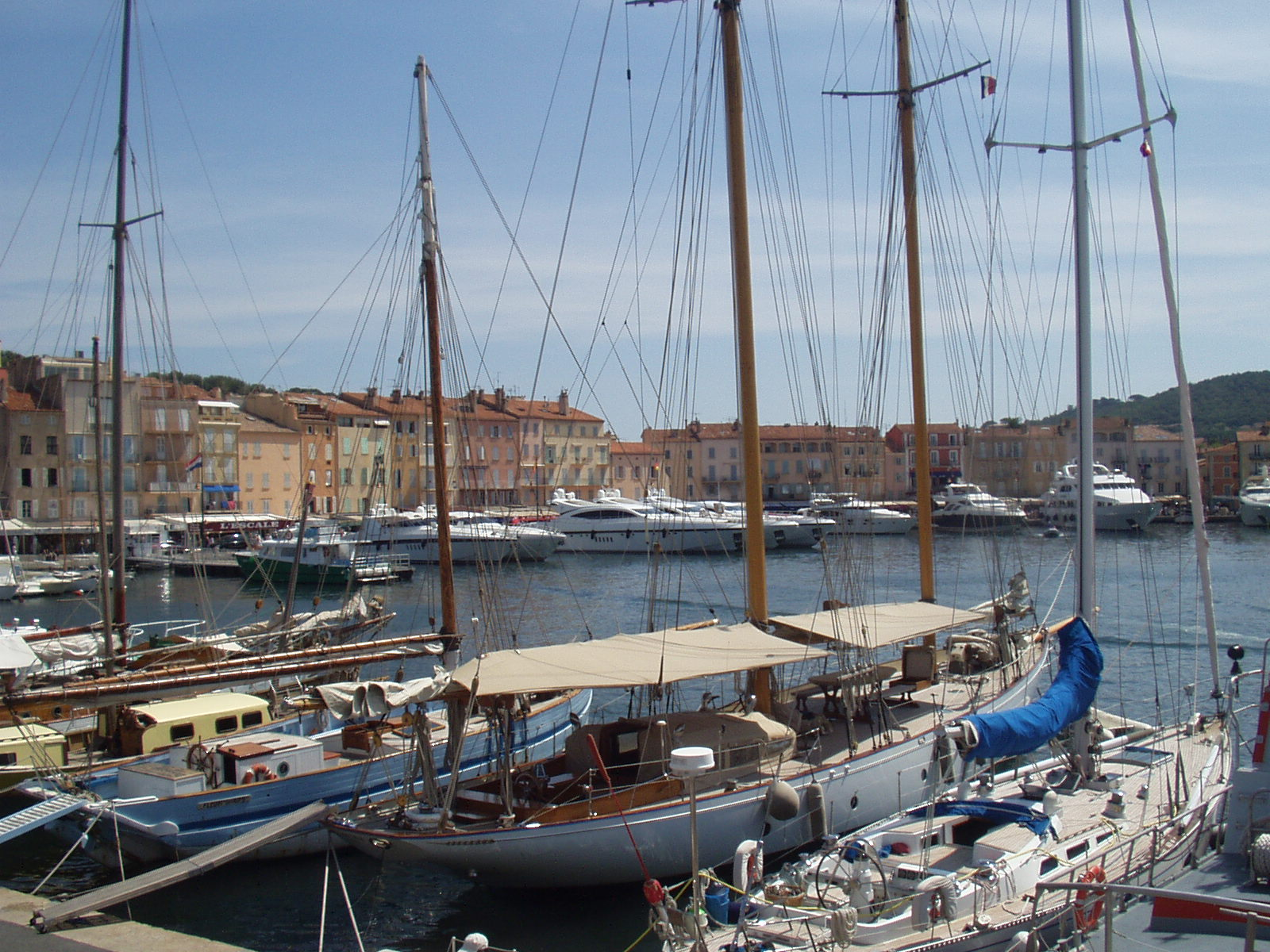
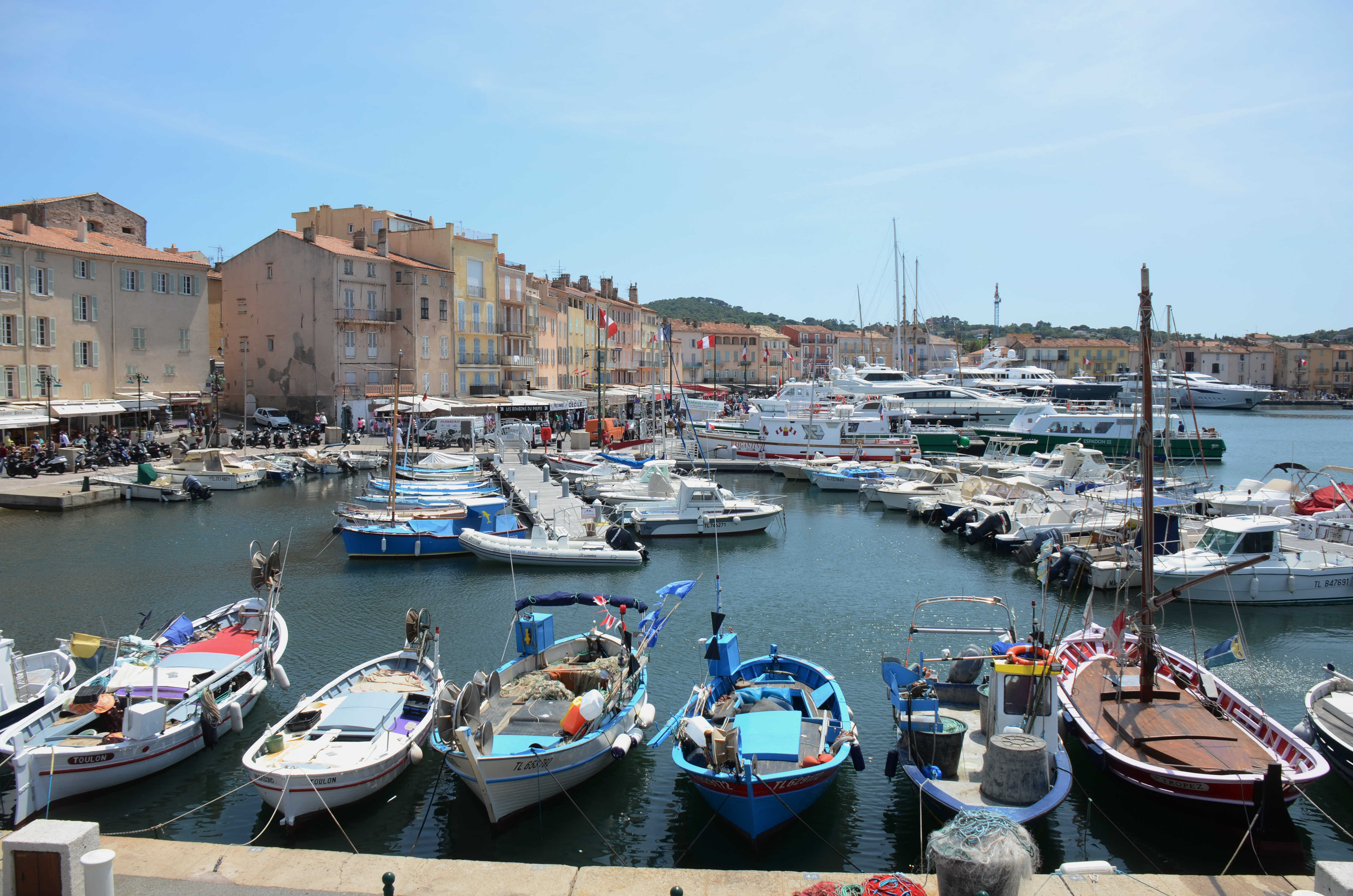
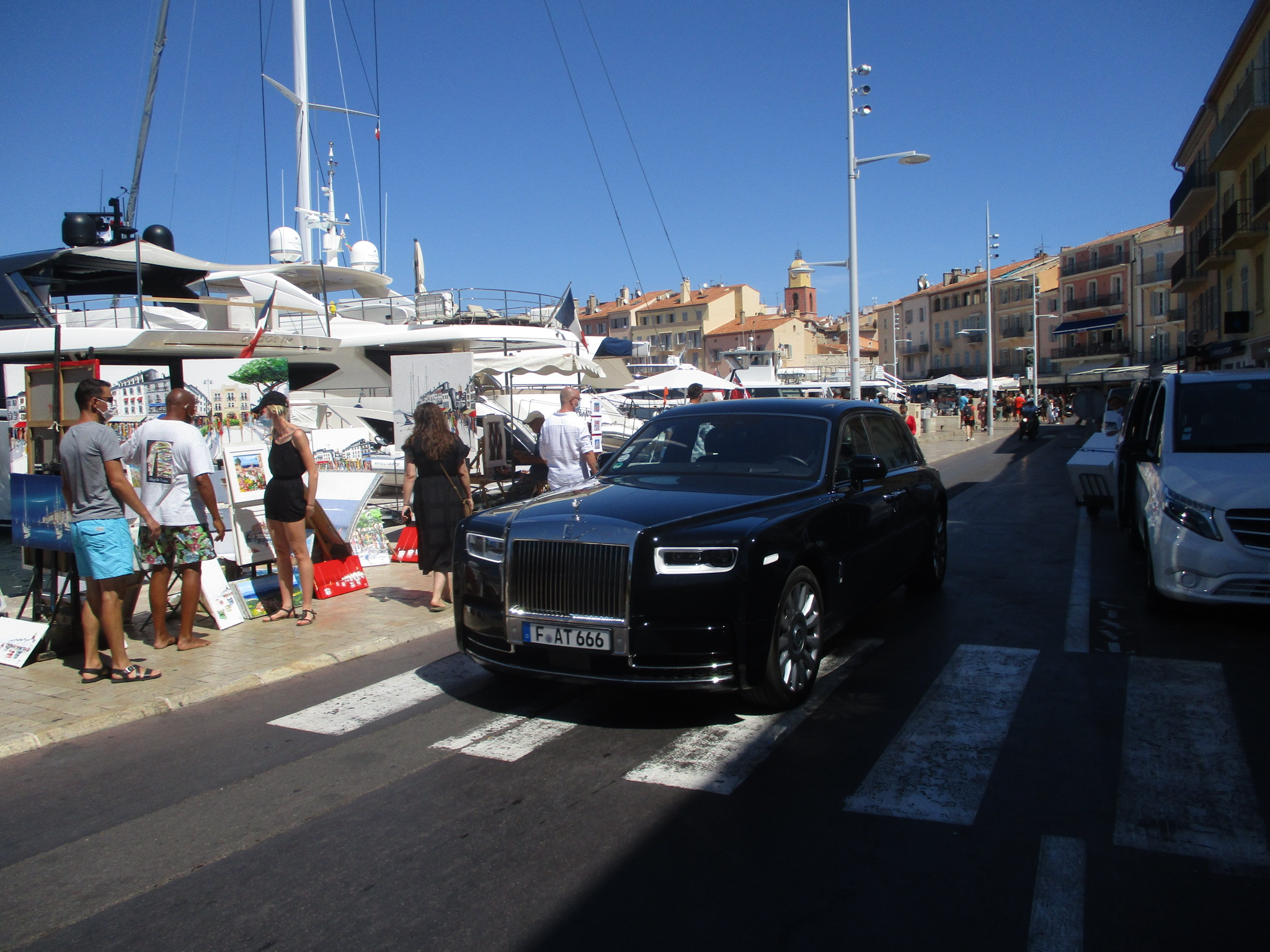
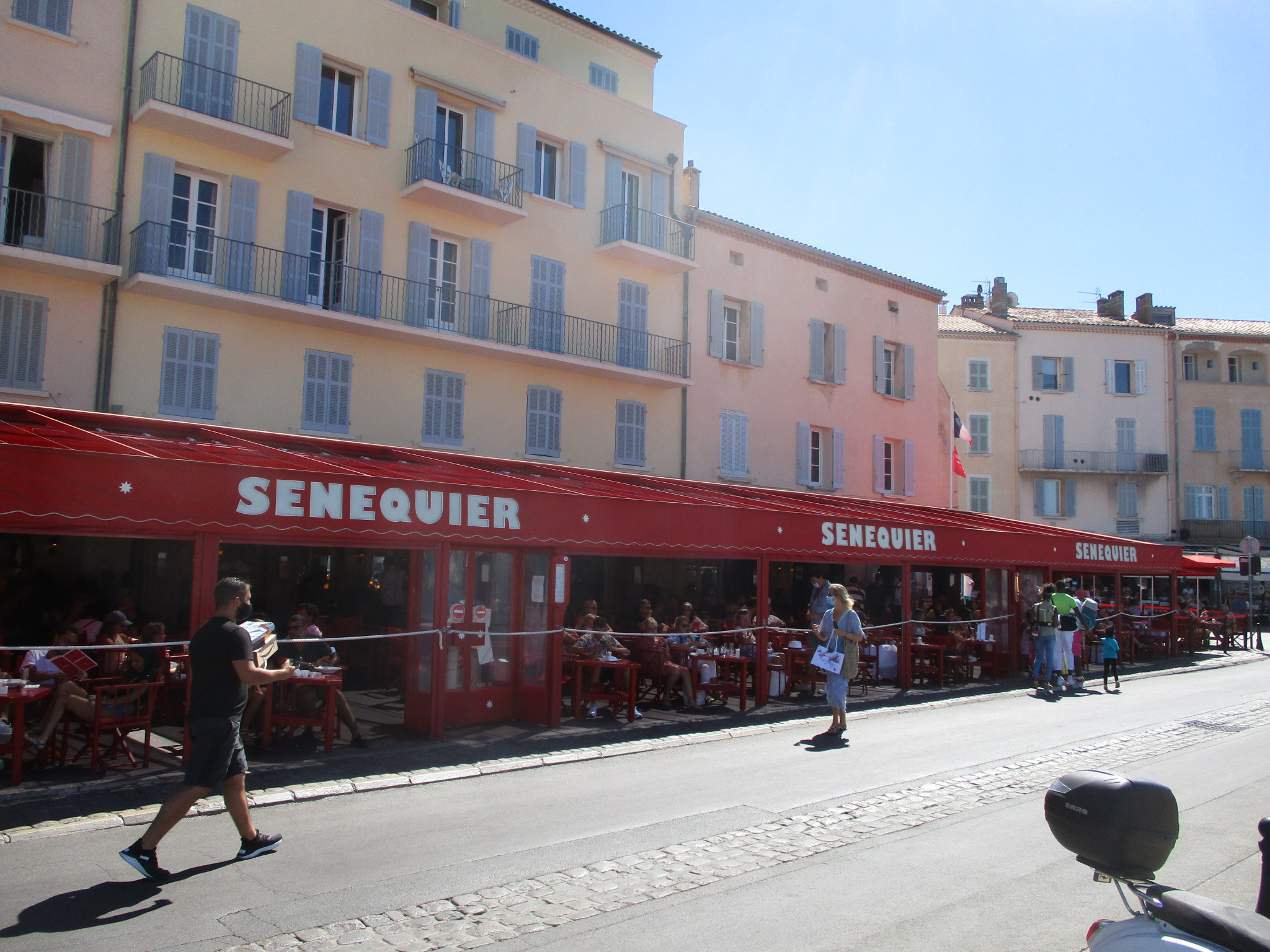
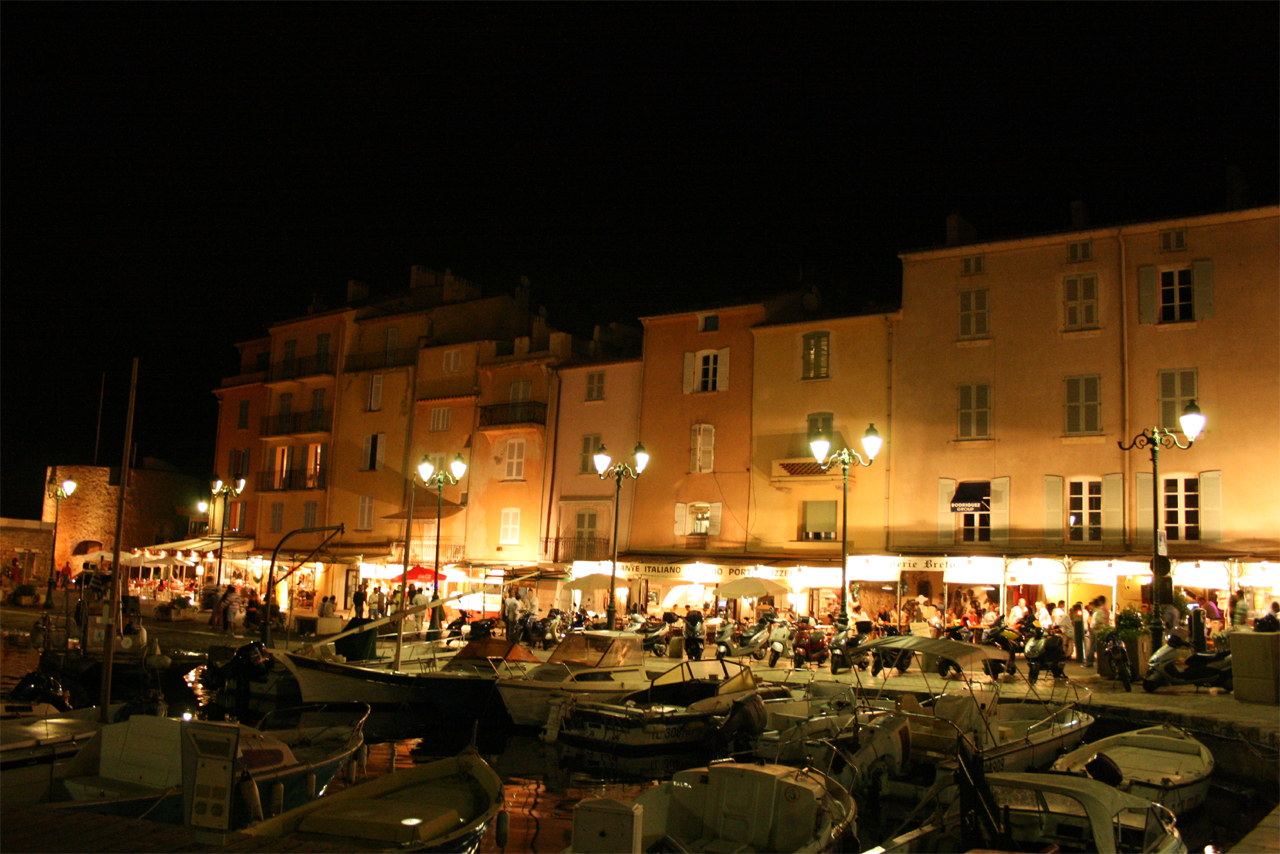
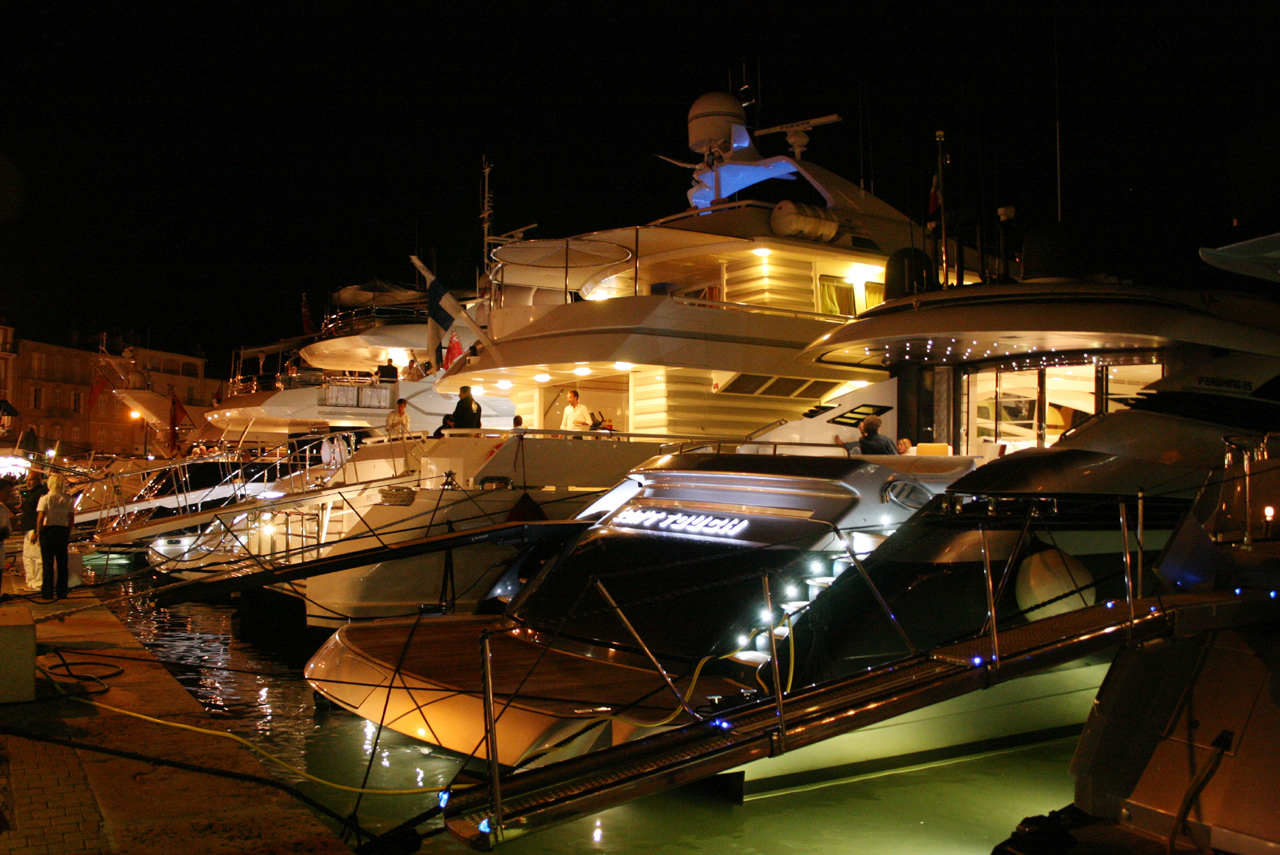
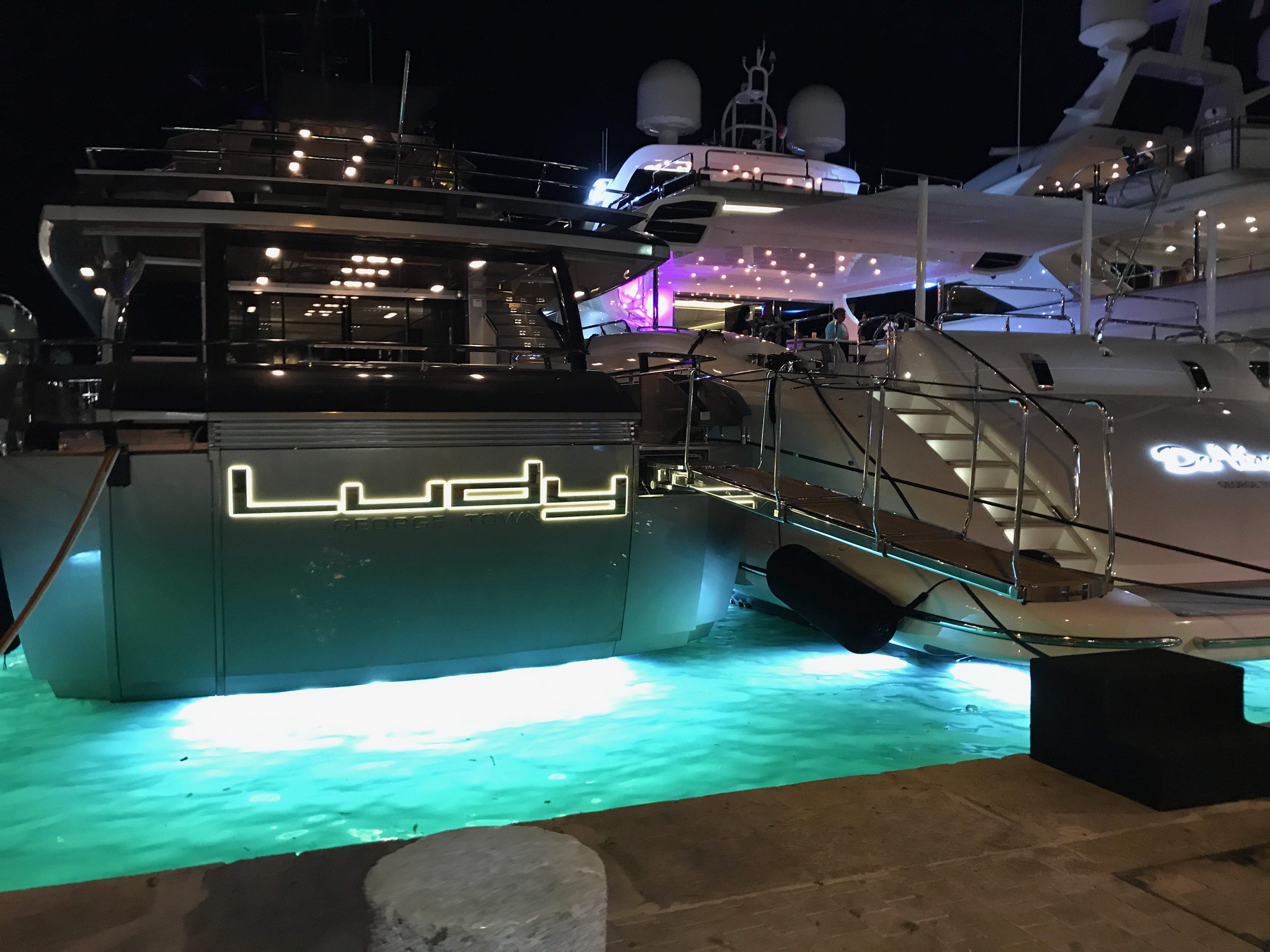
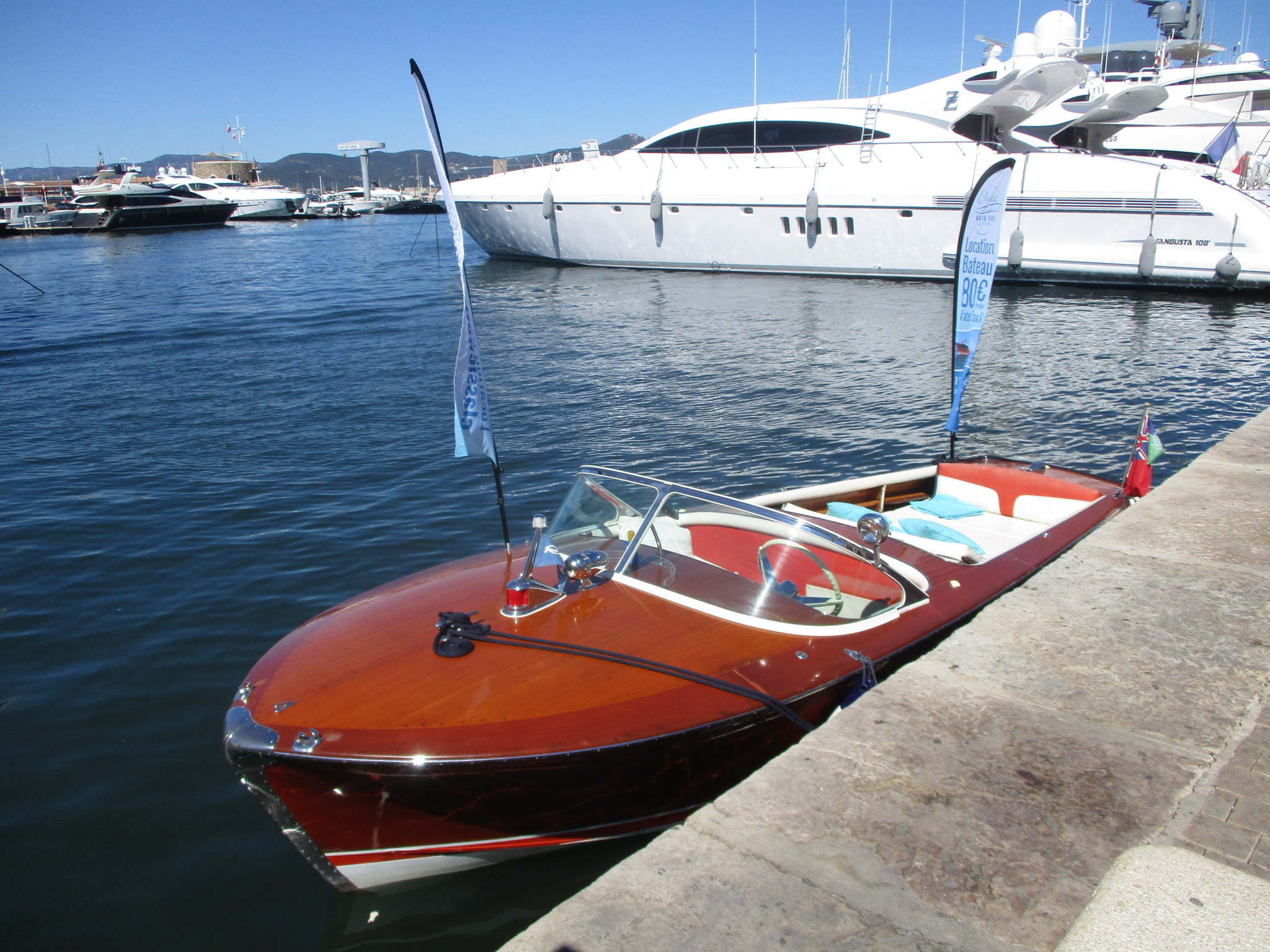
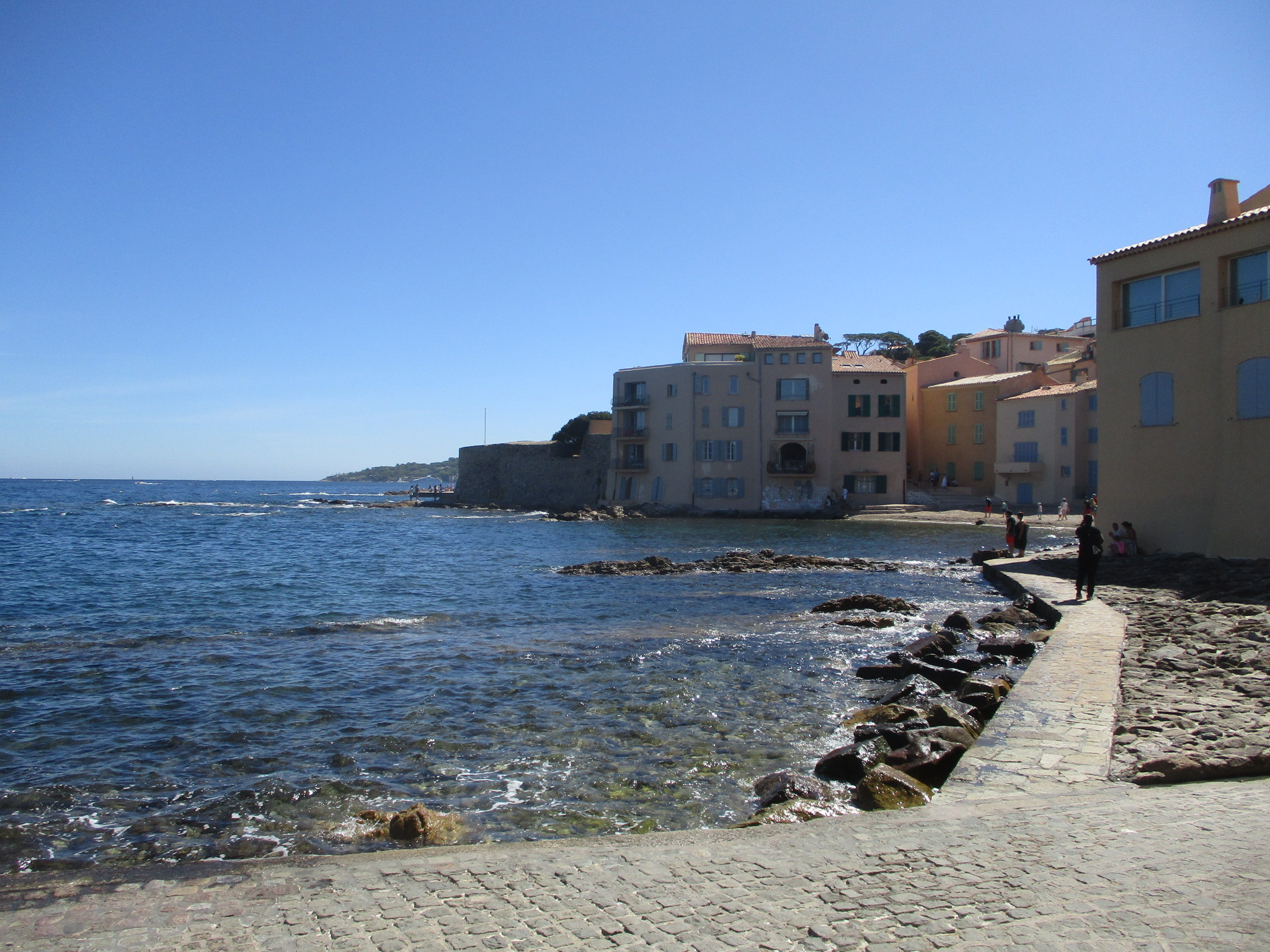

## Quelques événements
- Bravade de Saint-Tropez
- Giraglia-Rolex Cup (régate)
- Voiles de Saint-Tropez (régate)

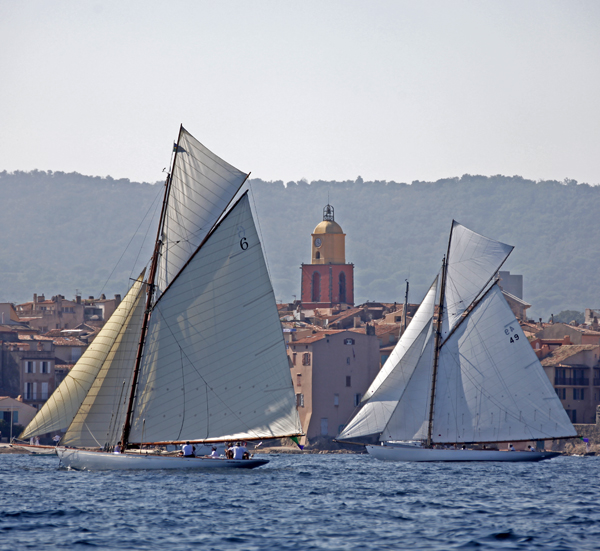
Voiles de Saint-Tropez (régate)

- Trophée du Bailli de Suffren (régate)[7]
- Paradis Porsche.

## Quelques lieux et monuments
- Capitainerie
- Tour Suffren (XIe siècle)
- Phare de Saint-Tropez (XIXe siècle)
- Musée de l'Annonciade, musée d'art moderne

## Quelques œuvres d'art
- Musée de l'Annonciade, musée d'art moderne du port, avec des œuvres tropéziennes de Paul Signac, Henri Matisse, ou Georges Braque...

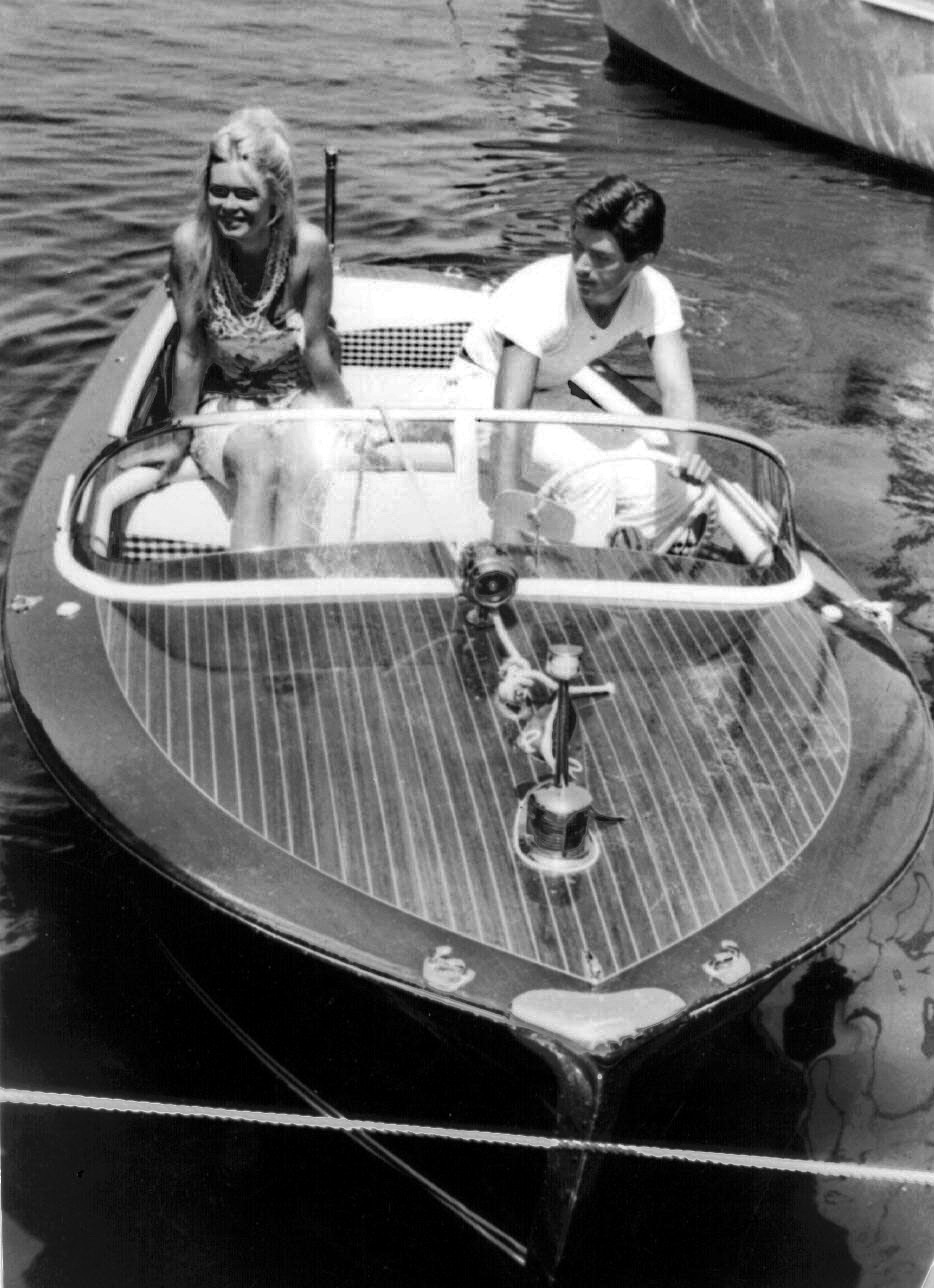
Brigitte Bardot, 1963
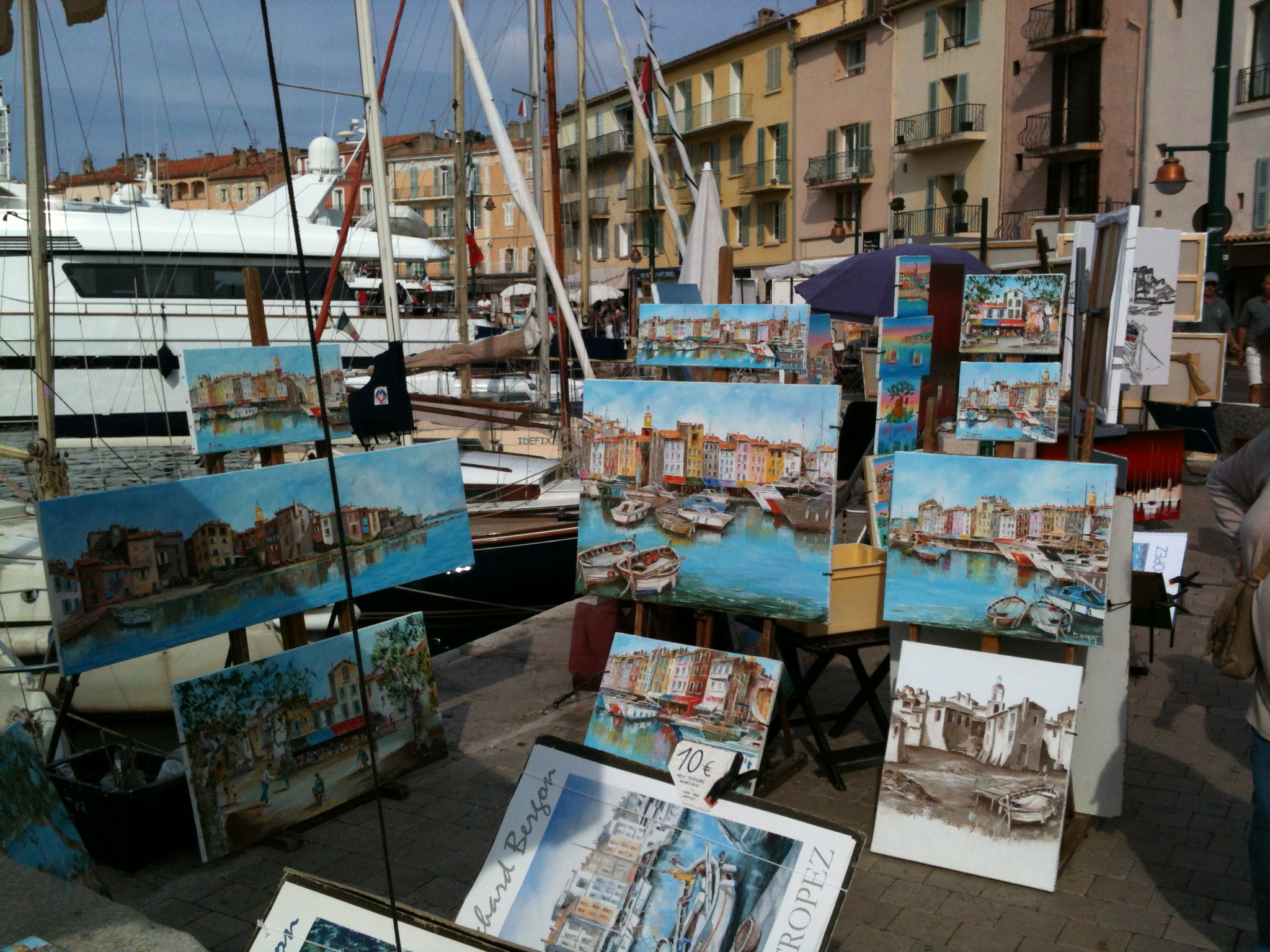
Exposition vente d'art de rue
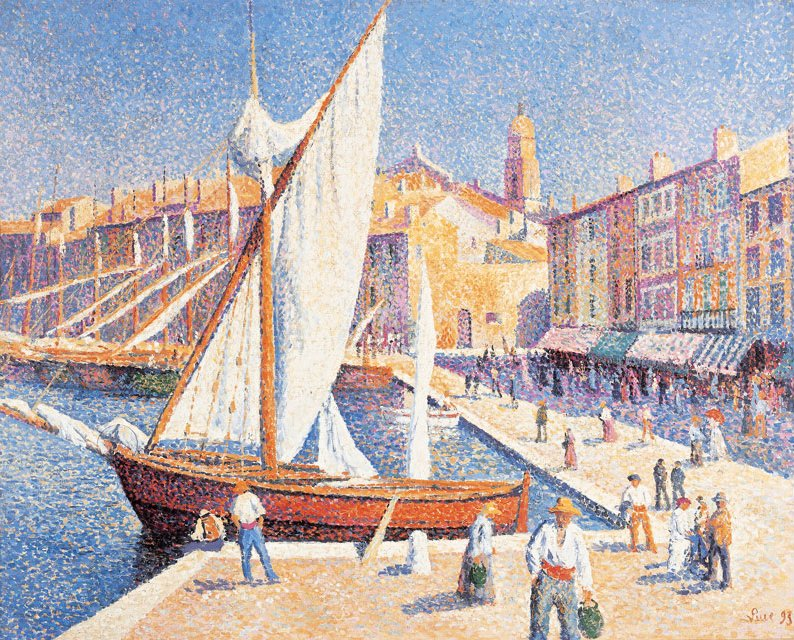
Le Port de Saint-Tropez, 1893, Maximilien Luce
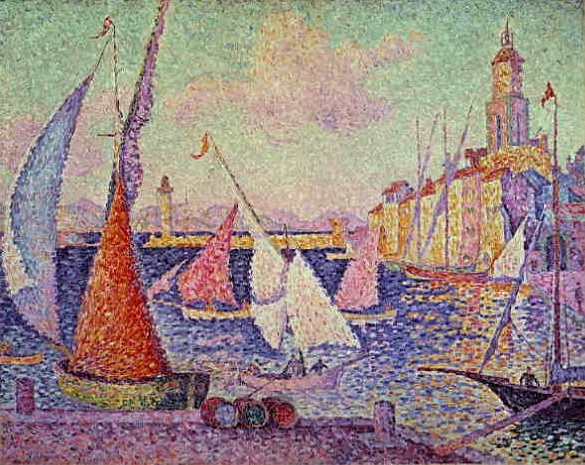
Port Saint Tropez, 1899, par Paul Signac, musée de l'Annonciade
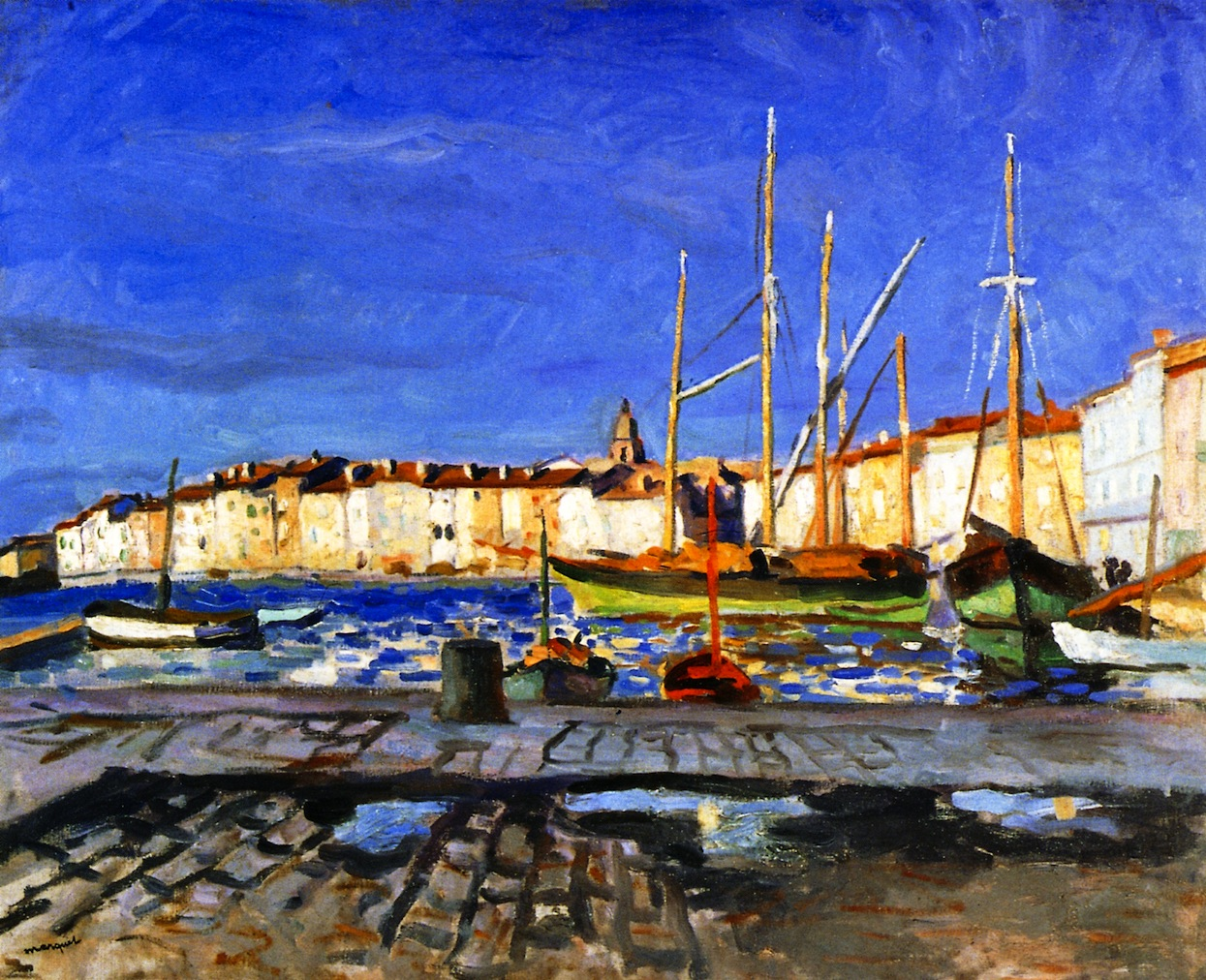
Le Port de Saint-Tropez, 1905, Albert Marquet
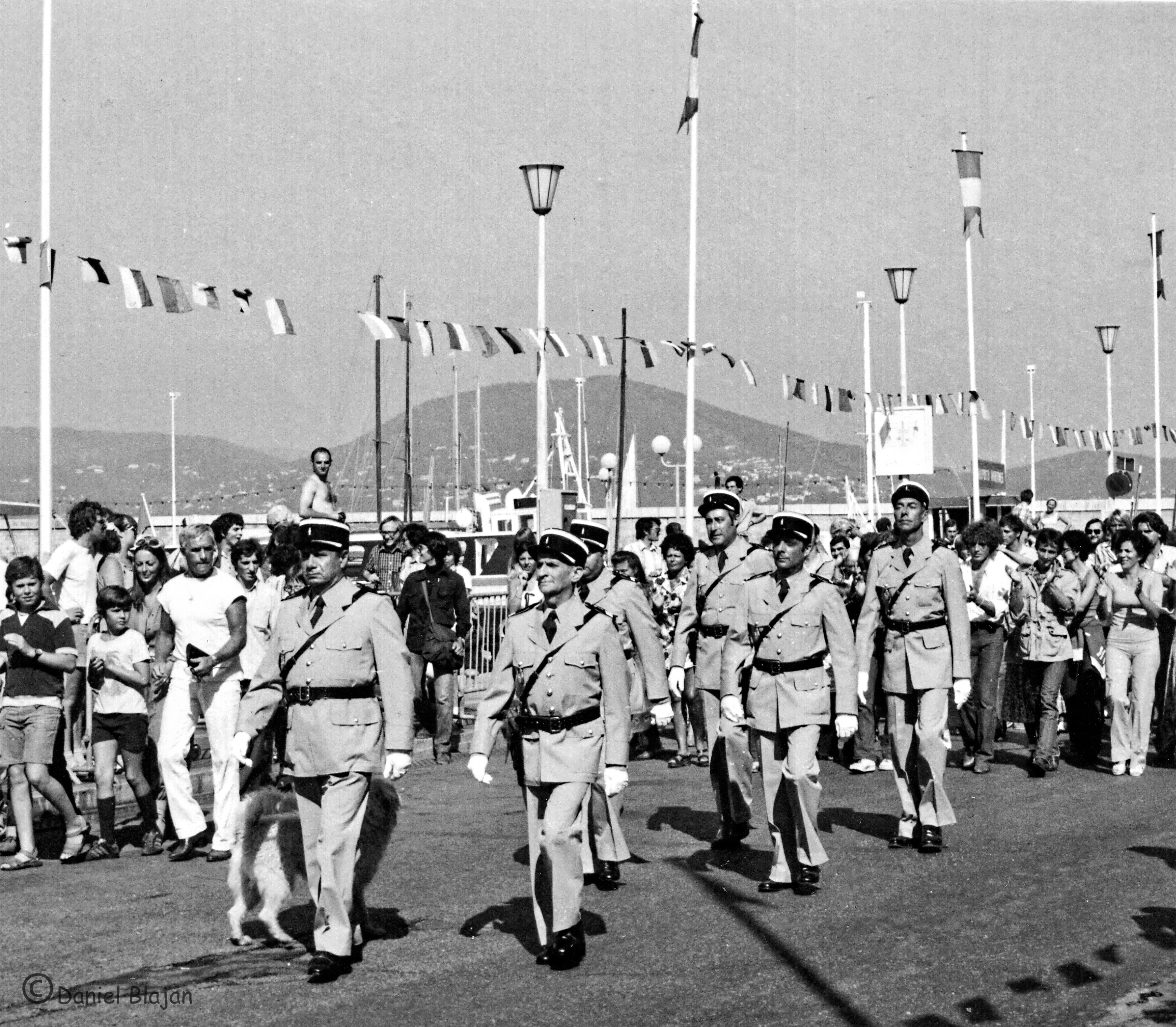
Le Gendarme de Saint-Tropez (série de films de 1964 à 1982)

## Au cinéma
- 1956 : Et Dieu… créa la femme, de Roger Vadim, avec Brigitte Bardot et Jean-Louis Trintignant.
- 1961 : Saint-Tropez Blues, de Marcel Moussy, avec Jacques Higelin et Marie Laforêt.
- 1964-1982 : Le Gendarme de Saint-Tropez (série de films), avec Louis de Funès, Michel Galabru, Jean Lefebvre[8],[9]...